# Администрация города Антрацита и Антрацитовского района
Администрация города Антрацита и Антрацитовского района (укр. Адміністрація міста Антрацита і Антрацитівського району) — одна из административно-территориальных единиц в составе Луганской области и самопровозглашенной ЛНР, c центром в городе Антрацит. Входит в состав Южно-Луганской агломерации.
- город Антрацит
- пгт — 7: Есауловка · Ивановка · Красный Кут · Малониколаевка · Нижний Нагольчик · Фащевка
- сёл — 21
- посёлков (сельского типа) — 22

## История
В начале 2015 года по причине прекращения каденции большинства депутатских советов на территории Украины и невозможности провести  выборы в органы местного самоуправления, руководство ЛНР было решило организовать органы государственной власти на территориях ЛНР на переходный период. Была образована «Администрация города Антрацит и Антрацитовского района» на территории Антрацитовского района и Антрацитовского городского совета. Руководитель назначается Главой ЛНР. В дальнейшем после окончания войны органы местной власти будут избираться населением, обеспечивая местное самоуправление.